# Cybaeidae
Cybaeidae este o familie de păianjeni araneomorfi, care duc un mod de viață acvatic. Denumirea familiei provine de la cuvântul latin - cybaea, adică navă, sau construcție plutitoare, referindu-se la cupola de aer.  Deși sunt acvatici, acești păianjeni respiră prin saci pulmonari și trahei. Pentru aceasta ei construiesc cupole subacvatice pline cu aer. Firele de păr de pe picioare sunt alungite, facilitând înotul. Cea mai răspândită specie a familiei este Argyroneta aquatica.

## Răspândire
Acești păianjeni se găsesc în America de Nord (cu excepția Mexicului), America de Sud, Palearctic și insula Sumatra. 

## Sistematică
În prezent familia cuprinde 162 specii grupate în 12 genuri:
- Argyroneta Latreille, 1804;
- Cedicoides Charitonov, 1946 (Turkmenistan, Tadjikistan, Uzbekistan);
- Cedicus Simon, 1875 (Regiunea mediteraniană, Asia);
- Cybaeina Chamberlin & Ivie, 1932 (SUA);
- Cybaeota Chamberlin & Ivie, 1933 (SUA, Canada);
- Cybaeozyga Chamberlin & Ivie, 1937 (USA);
- Cybaeus Koch, 1868 (America, Europa, Japonia, Coreea, China);
- Dolichocybaeus Kishida, 1968 (Japonia, Coreea);
- Heterocybaeus Komatsu, 1968 (Japonia);
- Paracedicus Fet, 1993 (Turkmenistan, Azerbaijan);
- Symposia Simon, 1898 (Venezuela, Columbia);
- Vagellia Simon, 1899 (Sumatra).